# Jalhay
Jalhay là một đô thị của Bỉ. Jalhay nằm ở vùng Wallonie trong tỉnh Liege. Tại thời điểm ngày 1 tháng 1 năm 2006, Jalhay có tổng dân số 7.953. Tổng diện tích là 107,75 km² với mật độ dân số 74 người trên mỗi km².